# Обливальный, Павел Степанович
Павел Степанович Обливальный (17 декабря 1904 — 21 февраля 1981) — директор Петровской МТС Фрунзенской области, Герой Социалистического Труда (15 февраля 1957).

## Биография
Родился 17 декабря 1904 года в городе Кокчетав Акмолинской области в семье рабочего.
В 1926—1929 гг. — в Красной Армии. Член КПСС с 1928 года.
С 1934 года директор Токмакской, затем Таласской автобазы (Киргизская ССР), старший механик и директор Таласской МТС. В 1944—1946 гг. начальник Таласского облзо.
В 1946—1959 годах директор Петровской МТС.
За особо выдающиеся успехи, достигнутые в работе по освоению целинных и залежных земель, и получение высокого урожая, Указом от 15.02.1957 присвоено звание Героя Социалистического Труда.
В 1959—1961 гг. директор Беловодской МТС.
В 1961—1967 главный инженер объединения сельхозтехники Киргизской ССР.
С 1967 г. на пенсии, персональный пенсионер союзного значения.
С 1970 года работал лаборантом во Фрунзенском сельскохозяйственном техникуме.
Проживал в селе Киргшёлк Кантского района.
Скончался 21 февраля 1981 года, похоронен на кладбище села Киргшёлк.